# Heinrich Otto Wieland
Heinrich Otto Wieland (4. června 1877 Pforzheim – 5. srpna 1957 Starnberg) byl německý chemik, který v roce 1927 získal Nobelovu cenu za chemii za „objev žlučových kyselin a příbuzných látek“. V roce 1901 získal doktorát na Mnichovské univerzitě. Mezi lety 1913 a 1921 byl profesorem na Technické univerzitě Mnichov a poté se přesunul na Freiburskou univerzitu. Tam začal zkoumat žlučové kyseliny. V roce 1925 se stal profesorem chemie na Mnichovské univerzitě.
V roce 1941 izoloval alfa-amanitin, což je jeden z toxinů v muchomůrce zelené.
Od roku 1964 uděluje nadace Boehringer Ingelheim každoročně Cenu Heinricha Wielanda za výzkum lipidů.
Wielandův zeť a žák, manžel jeho dcery Evy, biochemik Feodor Lynen získal společně s Konradem Blochem v roce 1964 Nobelovu cenu za fyziologii a lékařství za objev mechanismu a regulace látkové přeměny cholesterolu a mastných kyselin.